# Santa Maria de Quadres
Santa Maria de Quadres és una església del municipi d'Isòvol (Cerdanya) protegida com a bé cultural d'interès local.

## Descripció
És una església d'origen romànic, però molt ampliada el segle xviii. D'una nau amb volta de canó, tancada per un absis semicircular llis. L'espadanya és petita, amb un sol buit que dona cabuda a una campana. Els murs són construïts amb parament de carreus ben tallats, i es corresponen al segle xii. També trobem una finestra doble esqueixada i un arc monolític a primer terme de la nau, sobre un sòcol de filades de carreus (objecte d'una excavació recent). En l'absis es veu com canvia la fàbrica: hi ha carreus poc treballats en el basament i més amunt són còdols o pedra i morter. A causa de les riuades va anar quedant cada cop més enfonsada, cosa que va fer que es construís una de nova més elevada. El recinte del santuari tenia una portalada ornamentada amb motius escultòrics molt semblants als de la porta de l'església de Ger, que és del 1740. A l'últim quart del segle XX la portalada va ser adquirida per un particular i traslladada a Ventajola.

## Història
"Sancta Maria de Quadris" era als segles XIII-XIV una "domus hospitalis" (capella d'un hospital o hospital de viatgers). La talla romànica de la mare de Déu va ser cremada l'any 1936. Actualment hi ha una nova imatge. Els seus Goigs li demanen a la Mare de Déu de Quadres que deslliuri de les guerres i afavoreixi les collites.
D'origen romànic (s.XII), el temple va ser modificat a la fi del segle xviii. A la pràctica, s'hi superosen 2 edificis sencers: el del s.XII (soterrat a conseqüència de successives riuades del riu segre), i el del segle xviii.
A escassos metres s'ha construït un allotjament i un restaurant amb terrasses, per part d'un particular. Realitzat informe dels Agents Rurals al respecte l'any 2012 aproximadament.